# غابرييل صاوه
غابرييل صاوه (بالإيطالية: Gabriel Sava)‏ هو لاعب كرة قدم إيطالي في مركز حراسة المرمى، ولد في 15 سبتمبر 1986 في روما في إيطاليا. لعب مع Monaghan United F.C. ‏.

## وصلات خارجية
- غابرييل صاوه على موقع الاتحاد الأوربي (الإنجليزية)
- غابرييل صاوه على موقع قاعدة بيانات كرة القدم.إي يو (الإنجليزية)